# پرفشار سیبری
پرفشار سیبری توده هوای خشک و فوق‌العاده سردی است که در منطقه وسیعی از سطح زمین در شمال روسیه و منطقه سیبری تشکیل می‌شود و در اغلب ماه‌های سال در آن منطقه ساکن است. بیشترین قدرت این توده هوا در فصل زمستان است، به گونه‌ای که دمای هوا در مرکز آن اغلب زیر ۴۰- درجه سانتیگراد (۴۰- درجه فارنهایت) و فشار اتمسفری در آن نقطه بالای ۱۰۴۰ میلی‌بار (هکتوپاسکال) می‌باشد.
پرفشار سیبری همچنین قوی‌ترین سامانه پرفشار در نیمکره شمالی است و سردترین دمای ثبت شده در نیمکره شمالی (۶۷٫۸- درجه سانتیگراد، ۹۰- درجه فارنهایت) در ۱۵ ژانویه ۱۸۸۵ در ورخویانسک روسیه و بیشترین فشار اتمسفری ثبت شده در این نیمکره (۱۰۸۳٫۸ هکتوپاسکال) در آگوتای روسیه در ۳۱ دسامبر ۱۹۶۸ نتیجه فعالیت این توده هوایی است.
پرفشار سیبری بر هوای عرضهای پایین‌تر نیز تأثیر می‌گذارد. این توده هوا می‌تواند بر چرخندها و سامانه‌های کم‌فشار تأثیر گذاشته و از فعالیت آنها بکاهد و هوای خشک و آرامی را در شمال اروپا و روسیه و شمال کانادا ایجاد کند.
همچنین در فصل زمستان با گسترش پرفشار سیبری به عرضهای پایین‌تر و عبور آن از آب‌های گرم، زمینه برای ناپایدار شدن این توده هوا فراهم می‌شود. بعنوان مثال با عبور پرفشار سیبری از دریای خزر و گرفتن رطوبت از این دریا، در فصل پاییز و زمستان در سواحل شمالی ایران بارش‌های شدید باران اتفاق می‌افتد.